# Cmentarz wojenny w Rybczewicach
Cmentarz wojenny w Rybczewicach – cmentarz z okresu I wojny światowej znajdujący się w gminie Rybczewice, powiecie świdnickim. Cmentarz usytuowany jest w północnej części wsi, na skarpie przy drodze wojewódzkiej nr 837 prowadzącej do Piask w bezpośrednim sąsiedztwie stacji benzynowej. Ma kształt prostokąta o powierzchni około 1170 m² o wymiarach około 38 × 31 m. Teren cmentarza otoczony jest metalowym płotem. Po pracach „remontowych” tabliczki niemieckich żołnierzy zostały przykręcone do rosyjskich krzyży prawosławnych!
Na cmentarzu znajduje się 15 mogił zbiorowych, w których pochowanych jest co najmniej 391 żołnierzy, poległych w okresie sierpnia-września 1914 roku oraz pomiędzy 17 lipca a 8 sierpnia 1915 roku:
- 53 niemieckich (znanych jest 30 nazwisk) – z następujących jednostek: 23 Pułk Piechoty im. von Winterfeldta (2 Górnośląski), 46 Pułk Piechoty im. Hrabiego Kirchbacha (1 Dolnośląski), 74 Pułk Piechoty (1 Hanowerski), 77 Pułk Piechoty (2 Hanowerski), 79 Pułk Piechoty im. von Voigts-Rhetza (3 Hanowerski), 91 Oldenburski Pułk Piechoty, 92 Brunszwicki Pułk Piechoty, 3 Pułk Ułanów im. Cesarza Rosji Aleksandra II (1 Brandenburski), 1 Pułk Artylerii Polowej im. Ks. Pruskiego Augusta ( 1 Litewski );
- 338 austro-węgierskich oraz rosyjskich.